# زاپا ۱۶۷۴۵
سیارک ۱۶۷۴۵ (به انگلیسی: 16745 Zappa، نامگذاری:1996PF5) شانزده هزار و هفتصد و چهل و پنجمین سیارک کشف شده‌است که در ۹ اوت ۱۹۹۶ کشف شد.
قدر مطلق سیارک برابر ۱۲.۹ است.